# Blat compacte
El blat compacte (Triticum aestivum subsp. compactum) és una subespècie del blat blancal (Triticum aestivum), gènere(Triticum), dins la família de les poàcies.
És una planta hexaploide. Fa de 90 a 140 cm d'alt. Forma una espiga molt curta. La seva llavor té poc gluten i la planta és més resistent a les glaçades que altres espècies de blat. És de conreu molt antic, els ibers, per exemple, ja el cultivaven fa 2.500 anys.